# Gävleborg (hạt)
Hạt Gävleborg (Gävleborgs län) là một hạt hay län bên bờ Biển Baltic của Thụy Điển. Hạt này giáp các hạt Uppsala, Västmanland, Dalarna, Jämtland và Västernorrland. Thủ phủ là Gävle.

## Các đô thị
- Bollnäs
- Gävle
- Hofors
- Hudiksvall
- Ljusdal
- Nordanstig
- Ockelbo
- Ovanåker
- Sandviken
- Söderhamn